# Griggsville (Illinois)
Griggsville – miasto w Stanach Zjednoczonych, w stanie Illinois, w hrabstwie Pike.